# Janusz Kudyba
Janusz Kudyba (Jelenia Góra, 12 luglio 1961) è un allenatore di calcio ed ex calciatore polacco, di ruolo attaccante.

## Carriera

### Giocatore

#### Club
Kudyba cominciò la carriera con la maglia del Karkonosze Jelenia Góra, per poi passare al Lech Poznań. Militò successivamente nelle file del Lechia Piechowice, del Motor Lublino e dello Zagłębie Lubin. Nel 1990, passò agli svedesi del Karlskrona, prima di fare ritorno allo Zagłębie Lubin. Nel 1991, giocò per il Lyn Oslo: esordì nella Tippeligaen in data 7 luglio, quando fu titolare nel pareggio a reti inviolate contro il Kongsvinger. Tornò ancora allo Zagłębie Lubin, per poi trasferirsi al GKS Bełchatów e allo Śląsk Wrocław, dove chiuse la carriera.

### Allenatore
Terminata l'attività agonistica, Kudyba diventò allenatore. Nel 2003 fu tecnico del Pogoń Świebodzin, poi del Gawin Królewska Wola e dello Zagłębie Sosnowiec. Successivamente, guidò Miedź Legnica, Czarni Żagań e Polkowice.